# District de Shuimogou
Cette page contient des caractères spéciaux ou non latins. S’ils s’affichent mal (▯, ?, etc.), consultez la page d’aide Unicode.
Le district de Shuimogou (水磨沟区 ; pinyin : Shuǐmògōu Qū ; ouïghour : شۇيموگۇ رايونى / Şuymogu Rayoni) est une subdivision administrative de la région autonome du Xinjiang en Chine. Il est placé sous la juridiction de la ville-préfecture d'Ürümqi.